# Проказа
Прока́за (ле́пра, хвороба Гансена; англ. leprosy, нім. Aussatz, фр. la lepre) — антропонозна інфекційна хвороба з контактною передачею і хронічним перебігом, яку спричинюють мікобактерії лепри. Перебігає з переважним ураженням шкіри, периферійної нервової системи, іноді переднього відрізку ока, верхніх дихальних шляхів вище гортані, яєчок, а також кисті та стопи. Належить до групи забутих тропічних хвороб.
Проказа може розглядатися як дві пов'язані своєрідні форми захворювання. Спочатку мікобактерії спричинюють широкий спектр клітинних імунних реакцій. Ці імунологічні події стимулюють другу форму — периферичну нейропатію з тяжкими наслідками.

## Етимологія
Слово лепра (проказа) походить від дав.-гр. Λέπρα «хвороба, яка покриває шкіру лускою», у свою чергу від дієслова дав.-гр. Λέπω — «очищати». дав.-гр. Λέπος у давньогрецькій мові означало плодову шкірку, тому утворилось дав.-гр. Λεπερός — «у кого була знята шкірка», а потім й скорочено до дав.-гр. Λεπρός. Протягом усієї історії люди з проказою були відомі як прокажені. У XXI столітті цей термін став менш актуальним, внаслідок зменшення числа хворих на проказу. Через стигму цих пацієнтів деякі вважають за краще не використовувати слово «проказа», а віддають перевагу поняттю «хвороби Гансена».

## Історичні відомості
За біблійними переказами, сирійський воєначальник Неєман страждав на проказу. Пророк Єлисей передрік йому, що якщо він сім разів зануриться у води річки Йордан, то вилікується. Неєман так і зробив, завдяки чому зцілився. У Євангелії від Луки сказано, що Ісус Христос зцілив спочатку одного прокаженого, а пізніше взагалі десять таких хворих. Священники, за свідченням Біблії, обстежували хворих на проказу та на інші хвороби і тримали їх під наглядом протягом тижня. Якщо хвороба підтверджувалася, їх оголошували нечистими та ізолювали від суспільства, змушуючи носити вбрання з особливими прикметами. Прокажених таврували як злочинців, які порушили культурні та релігійні звичаї. Арістотель у своїх творах іменував хворобу «сатиріазом» або «леонтіазом», звертаючи таким чином, увагу на характерні зміни обличчя при проказі. Воно нагадує чоло міфічного сатира або морду лева.
Вказівки про існування прокази відомі починаючи з 2460 року до нашої ери. На відміну від спорідненого їй туберкульозу проказа була поширена повсюдно ще до приходу європейців на різні материки. Найстарші вогнища хвороби існували і на півдні Європи, і в Азії, Африці, Америці й, навіть, на Тихоокеанських островах. Проникнення хвороби з її давніх осередків і поширення в різні країни було пов'язане зі змінами у торгівлі та з війнами. Велике значення у її поширенні мали, зокрема, Хрестові походи на Близький Схід, де проказа тоді була гіперендемічною. У північні і центральні райони Європи в XI—XIII століттях хворобу звідти поширили численні Христові воїни, які поверталися з цих походів. Явні ознаки каліцтва уражених, характерні зміни обличчя наводили в оточуючих острах і жах, через що дуже швидко в Європі сформувалися заходи ізоляції, хворих масово поміщали в особливі будівлі — лепрозорії. Тільки у Франції XIII століття налічувалося більше 2000 лепрозоріїв, а ще багато притулків існувало при монастирях. Вважається, що не тільки проказа, а й спотворюючі тяжкі форми сифілісу, туберкульозу шкіри, парші, навіть такого незаразного захворювання, як псоріаз нерідко служили підставою для запроторювання такої ураженої людини до лепрозорію, де він був примушений провести залишок свого життя. Такі правила щодо хворих на проказу привели до її витіснення з північно- та західноєвропейських країн уже до XV століття. Вважається, що її практично повне зникнення з Європи в XVII—XVIII століттях відбулося не через зменшення вірулентності збудника, а внаслідок переходу на більш збалансовану їжу. Швидше за все, впровадження картоплі, завезеної з Америки у XV столітті, в раціон європейців і привело до практично повного зникнення прокази з цього континенту. Є думки, що європейська популяція досить швидко набула генетичної стійкості до збудника.
Ще в найдавніші часи намагалися для лікування прокази використовувати смердючі, але смачні плоди шальмугрового яблука (дуріана), що містили масло, яке мало певні протилепрозні властивості.
Головного збудника прокази — Mycobacterium leprae (мікобактерію лепри) — відкрив норвезький лікар Ґергард Гансен у 1871 році. Тому цю бактерію ще називають паличкою Гансена. Це захворювання відоме з давніх часів. Воно було поширене у Стародавньому Єгипті, на Близькому Сході, у Китаї, Японії, Індії ще до н. е. На півдні України та Криму проказу вивчав український медик Яків Сандул-Стурдза.

## Актуальність

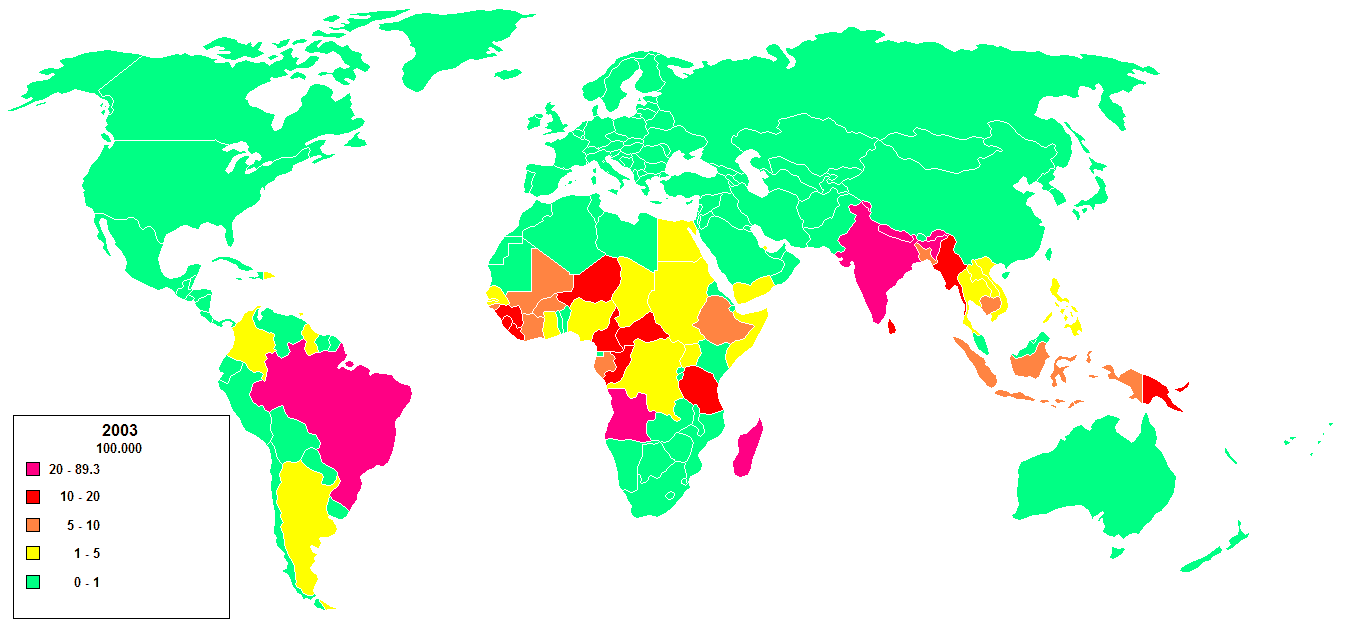
Поширення лепри у світі, 2003.

Проказа все ще зустрічається в більш ніж 120 країнах, причому щороку реєструється понад 200 тисяч нових випадків. Ліквідація прокази як глобальна проблема світової системи охорони здоров’я (що визначається як поширеність менше 1 випадка на 10 000 населення) була досягнута в 2000 році (відповідно до резолюції 44.9 Всесвітньої асамблеї охорони здоров’я), а в більшості країн – до 2010 року. Зменшення кількості нових випадків відбувалося поступово як у всьому світі, так і в регіонах ВООЗ. Згідно з даними 2019 року, Бразилія, Індія та Індонезія повідомили про понад 10 000 нових випадків, тоді як 13 інших країн (Бангладеш, Демократична Республіка Конго, Ефіопія, Мадагаскар, Мозамбік, М’янма, Непал, Нігерія, Філіппіни, Сомалі, Південний Судан, Шрі-Ланка та Об’єднана Республіка Танзанія) повідомили про кількість від 1000 до 10 000 нових випадків. Сорок п’ять країн повідомили про 0 випадків, а 99 повідомили про менше 1000 нових випадків.
Хвороба зустрічається на всіх континентах, найпоширеніша у країнах Африки, Азії, Центральної та Південної Америки. Погане харчування, авітамінози, антисанітарія, скупчення великої кількості населення у одному місці сприяє зараженню, ймовірність якого збільшується пропорційно до тривалості контакту з хворим. Проказа є найбільш частою причиною каліцтв кисті та третьою за частотою інфекційною причиною сліпоти. Виражені косметичні дефекти, що спотворюють хворого, створюють у них психічні відхилення і соціальну відчуженість, що часто призводить до їхнього небажання жити серед здорових людей.
У 1990-х роках ВООЗ розпочала кампанію з ліквідації прокази як проблеми громадського здоров'я до 2000 року. Ставилася задача зменшення кількості хворих на проказу, що потребують багатопрепаратної терапії, менш ніж 1 на 10000 населення. Цю мету було досягнуто з точки зору глобальної поширеності до 2002 року. Однак станом на 2014 рік, кожна зі 122 країн, де проказа була ендемічною в 1985 році, усе ще має поширеність понад 1 на 10 000 населення. Основним завданням світової системи охорони здоров'я на сучасному етапі є припинення передачі серед дітей до 2020 року.
Всесвітній день допомоги хворим на проказу — визначається ВООЗ і світовою спільнотою в останню неділю січня.

## Етіологія
Збудники — Mycobacterium leprae і Mycobacterium lepromatosis. Останній вид є порівняно недавно виявленою мікобактерією, виділеною посмертно у випадку дифузної лепроматозної прокази у 2008 році. Вони відділилися одна від одної десь 14 млн років тому, тоді як Mycobacterium lepreae і Mycobacterium tuberculosis розішлись 36 млн років тому. M. leprae зародилася у Східній Африці і поширилася звідти на Європу та на Близький Схід, раніше від поширення в Західну Африку та Америку за останні 500 років.
Ці мікобактерії являють собою внутрішньоклітинні кислотостійкі паличкоподібні бактерії з родини Mycobacteriaceae, які оточені характерною восковою мембраною. Через те, що ці мікобактерії не мають генів, які допомагають бактеріям самостійно розмножуватися позаклітинно, вони не ростуть на штучних поживних середовищах, а також у культурах клітин. Розмноження збудників відбувається при зараженні мишей у подушечки лапок, при зараженні броненосців і деяких видів мавп (шимпанзе, сажеві мангобеї і крабоїдні макаки). Воно відбувається надзвичайно повільно. Чутливі до рифампіцину і деяких сульфаніламідних препаратів.
Mycobacterium leprae має найдовший час подвоєння серед усіх відомих бактерій, що не дає можливість використовувати бактеріологічний посів у клінічній практиці. Порівняння послідовності генома M. leprae та Mycobacterium tuberculosis виявляє екстремальний випадок редуктивної еволюції — менше половини геному містить функціональні гени. Видалення їх, схоже, усуває багато важливих метаболічних процесів, включаючи утворення сидерофору, частини окислювальних та більшості мікроерофільних і анаеробних дихальних ланцюгів, а також численні катаболічні системи та їхні регулюючі схеми. Першу послідовність геному штамів M. leprae було розшифровано в 1998 році. Послідовність геному штаму, який вперше було виділено в Тамілнаді (Індія) та позначено TN, розшифрували в 2013 році. Послідовність була отримана комбінованим підходом, використовуючи автоматичний аналіз ДНК-послідовності вибраних космідів та клонів «герба» цілого геному. Після закінчення процесу було встановлено, що послідовність геному містить 3,268,203 пар основи (bp), а середній вміст G + C становить 57,8 %, і ці значення значно нижчі, ніж відповідні значення для M. tuberculosis, які складають 4,451,229 bp і 65,6 % G + C.

## Епідеміологічні особливості

### Джерело та резервуар
Встановленим джерелом є хворі люди. Резервуаром інфекції в природі можуть бути броненосці, червоні вивірки і примати, але випадків зараження від них людей не описано.

### Механізм і фактори передачі
Механізмом передачі цих мікобактерій є контактний. Передача інфекції відбувається при тісному і тривалому контакті з хворим (між подружжям, від батьків до дітей). Передача активно здійснюється від хворих й через носоглоткові виділення. Обговорюється можливість інфікування внаслідок укусу комах.

### Сприйнятливість та імунітет
Проказа уражає людей в будь-якому віці, але випадки хвороби у немовлят надзвичайно рідкісні. Специфічний пік захворюваності припадає на вік до 10 років. Більшість випадків прокази пов'язано з прямою передачею збудника від людини до людини. Серед тісно і тривало контактуючих членів сім'ї (подружжя, мати і дитина) ризик зараження зростає приблизно в 8 разів, ніж при контакті між не родичами. При контакті з нелікованими хворими на лепру ризик зараження складає десь 10 %. Чоловіки хворіють частіше, ніж жінки. Проказа також зустрічається частіше серед тих, хто живе в бідності. Інші фактори ризику погано вивчені. Проте умови, які знижують імунний захист, зокрема такі, як недоїдання, тяжкі фонові захворювання або генетичні фактори можуть збільшити ризик розвитку прокази. А от ВІЛ-інфекція не збільшує ризик розвитку прокази, хвороба не входить до переліку ВІЛ-асоційованих інфекцій.

## Патогенез
Місце проникнення збудника остаточно не встановлено, але, з найбільшою ймовірністю, це слизова оболонка верхніх дихальних шляхів і шкіра. Від моменту потрапляння туди бактерій до появи перших клінічних проявів частіше проходить від 3 до 5 років, але іноді й декілька десятиліть. Розгорнута картина хвороби відбувається далеко не у всіх випадках. Лише у 10-20 % інфікованих осіб розвиваються малопомітні ознаки інфекції і лише у половини з них (тобто у 5 -10 % інфікованих) надалі проявляється розгорнута картина хвороби. Вважають, що така слабка активність пов'язана з формуванням навколо збудників щільної інертної капсули і відсутністю екзотоксину. З яких причин потім відбувається активація поки неясно. Швидше за все, подальше прогресування прокази, розвиток тої чи іншої клінічної форми антигенно детерміновано і пов'язане з певним набором антигенів (гаплотипами) за системою гістосумісності HLA. У хворих на проказу виявляється дефект клітинного імунітету (який істотно відрізняється від дефектів клітинного імунітету у ВІЛ-інфікованих) у вигляді відсутності реакції на ті вірусні та паразитарні хвороби, в яких основне значення належить саме клітинній ланці захисту. У цих хворих низький рівень ризику захворіти на злоякісні новоутворення. Навіть при інтенсивній гематогенній дисемінації збудника деструктивні процеси при проказі обмежуються лише шкірою, периферичними нервами, передніми відділами очей, яєчками, верхніми і нижніми кінцівками. Особливо часто уражається ліктьовий нерв близько ліктьового згину і малогомілковий нерв там, де він оточує головку відповідної кістки. Як вважають, поверховість руйнувань обумовлена тим, що температурний оптимум розмноження палички Гансена лежить нижче 37°С (найкраще у межах 27-30 °C), а саме в цих ділянках температура нижче цього показника, тому не розвиваються в паху, пахвах та шкірі голови.
Кілька генів (зокрема PRKN, PACRG, TLR2, LTA, TLR1) пов'язані зі схильністю до розвитку прокази. Часто імунна система здатна усунути проказу на ранній стадії хвороби, перш ніж з'являються серйозні ураження. Дефект клітинно-опосередкованого імунітету може спричинити сприйнятливість до прокази. Область ДНК, відповідальна за цю мінливість, також бере участь у хворобі Паркінсона. Деякі факти вказують на те, що не у всіх людей, які інфіковані M. leprae, розвивається хвороба, і генетичні чинники давно вважаються такими, які відіграють певну роль у розвитку хвороби у певних сім'ях та чому в окремих осіб розвивається лепроматозна проказа, а не інша форма.
В осіб, які мають сильну клітинну імунну відповідь на збудника прокази, розвивається туберкулоїдна форма прокази, при якій зазвичай уражена шкіра та периферичні нерви. Запалення шкіри слабке, кількість уражень обмежена, і ці вогнища, як правило, сухі та мало або безболісні. Залучення нервів зазвичай асиметричне. Ця форма захворювання також називається ще пауцібацилярною проказою через низьку кількість бактерій в ураженнях шкіри. Результати шкірних тестів з антигеном з убитих організмів є позитивними у цих осіб.
В осіб, яким притаманна слабка клітина імунна відповідь, розвивається лепроматозна форма прокази, яка характеризується сильним ураженням шкіри. Ураження шкіри при цьому глибокі, ураження нервів, як правило, симетричні. Ця форму захворювання називають мультибацилярною проказою через велику кількість бактерій, виявлених в ураженнях. Результати шкірних тестів з антигеном з убитих організмів при цій формі є негативними.
Пацієнти можуть також представляти особливості обох категорій; однак, з часом вони, як правило, розвиваються до тієї чи іншої (невизначена або прикордонна проказа).

## Класифікація та клінічні ознаки
За клініко-гістологічними даними розрізняють дві форми хвороби: туберкулоїдну і лепроматозну. При першій формі шкірні зміни менш помітні, а більш виражені ураження нервових стовбурів. Її вважають відносно доброякісною. При лепроматозній формі найбільш виражені шкірні ураження, меншою мірою уражаються нерви. Вона є злоякісною. Є й пограничні форми, які поєднують у собі риси двох головних форм у різних місцях організму.
У МКХ-10 покладено систему Рідлі-Джоплінга, відповідно до неї розрізняють проказу у класі I «Деякі інфекційні та паразитарні хвороби»:
- A30.0 Недиференційована проказа або I лепра.
- A30.1 Туберкулоїдна проказа або TT лепра.
- A30.2 Погранична туберкулоїдна проказа або BT лепра
- A30.3 Погранична проказа або BB лепра.
- A30.4 Погранична лепроматозна проказа або BL лепра.
- A30.5 Лепроматозна проказа або LL проказа.
- A30.8 Інші форми прокази.
- A30.9 Неуточнена проказа.

### Загальні прояви
Інкубаційний період може тривати від 6 місяців до декількох десятиліть (у середньому 3—5 років). Хвороба розвивається поступово. У деяких хворих може спостерігатися підвищення температури тіла, слабкість, біль у суглобах, у інших гарячка відсутня, відзначається анемія, слабкість, сонливість. При всіх формах на ранній стадії з'являються шкірні зміни.

### Туберкулоїдна форма
Процес, який перебігає відносно доброякісно, при ньому уражаються переважно нервові структури, меншою мірою шкіра. На шкірі виникають плямисті елементи; з боку нервової системи надалі відмічаються поліневрити, атрофія м'язів, контрактури, трофічні виразки.
Починається появою чітко окресленої, відносно великої гіпопігментованої або гіперпігментованої плями (або декількох плям), у межах якої відмічається відчуття поколювання і повзання мурах (парестезія). Шкірна чутливість не порушується. Надалі пляма збільшується, її краї піднімаються, стають схожі на валик із кільцеподібним або спіралеподібним малюнком. Центральна частина атрофується та западає. У межах цього вогнища шкіра повністю позбавлена чутливості, в тому числі, больової, відсутні потові залози (через що на поверхні плям відсутній піт, що можна встановити за допомогою проби з йодом і крохмалем), волосяні фолікули, сальні залози. При локалізації плям на обличчі чутливість може зберігатися. Спостерігаються й інші варіанти шкірних змін (прості еритематозні зміни без ознак інфільтрації, папульозні, подібні до сифілітичних, горбкові тощо).

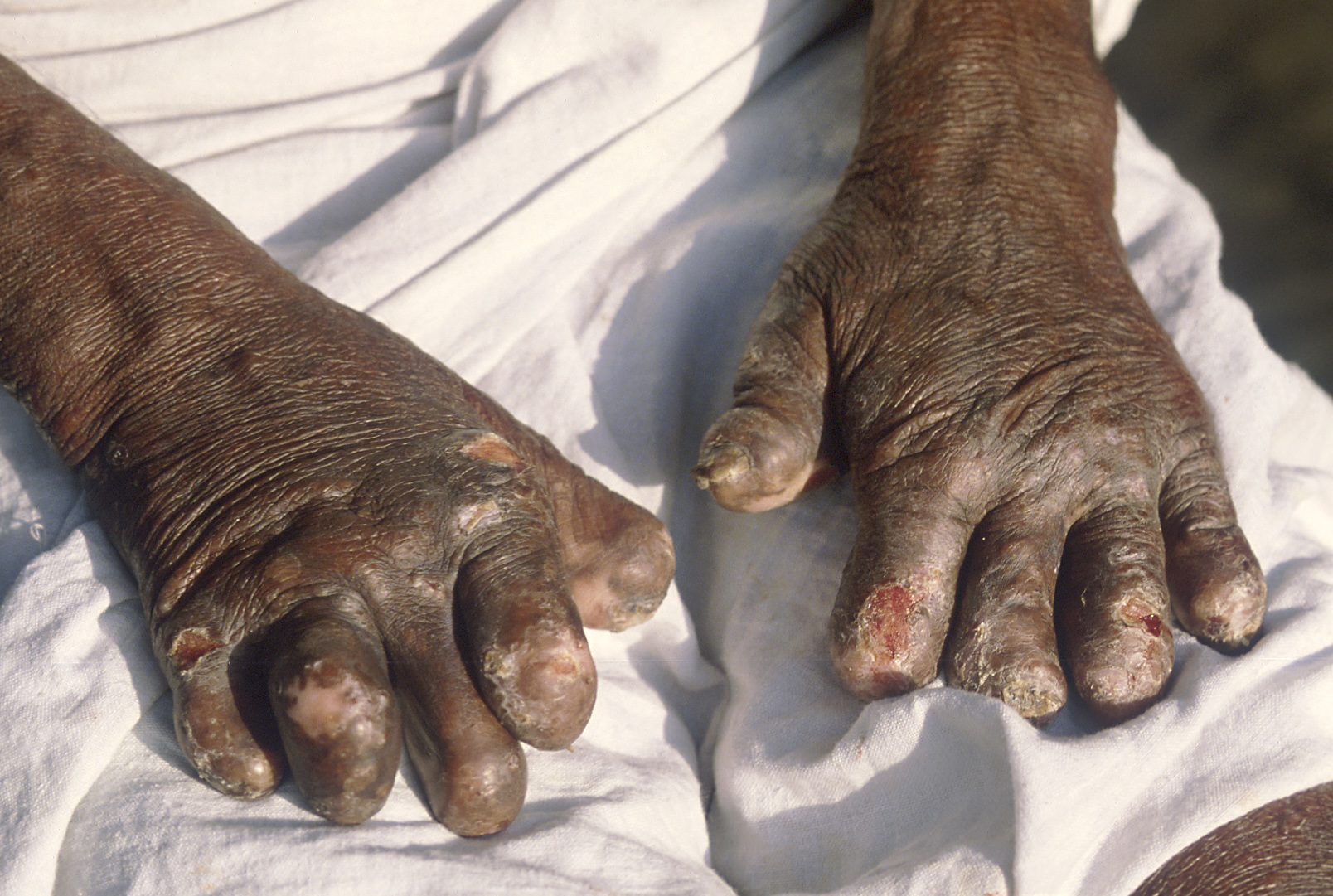
Каліцтво рук внаслідок відпадіння фаланг

Нерви рано залучаються до патологічного процесу. Поверхневі нерви, які йдуть від осередку ураження та іннервують уражені ділянки, можуть збільшуватися в розмірах. Їх зазвичай пальпують, іноді їх можна побачити, бо вони виступають під шкірою у вигляді тяжів. Пальпація нервів украй болюча. Ураження нервів призводить до атрофії м'язів; особливо страждають м'язи кисті. Травми та стискання призводять до інфекцій кистей та стоп, на підошвах утворюються нейротрофічні виразки. Надалі можлива мутиляція (відпадіння) фаланг. При ураженні лицевого нерва зустрічається лагофтальм та зумовлений ним кератит, а також виразка рогівки, яка призводить до сліпоти.

### Лепроматозна форма
Найтяжча форма, при якій уражено багато органів та тканин (шкіра, слизові оболонки, лімфатичні вузли, нерви, внутрішні органи) з їхньою серйозною руйнацією.

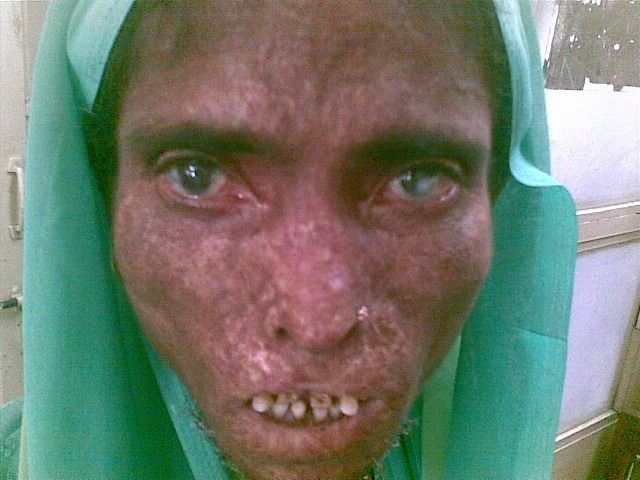
Зміни обличчя по типу «лев'ячої морди» у хворої на лепроматозну форму

При лепроматозній формі первинних вогнищ вкрай багато. Шкірні прояви відмічаються в зоні обличчя, зап'ястя, ліктьових суглобів, сідниць, попереку і колін. Процес починається з появи плямистих висипань червоно-бурого забарвлення, пізніше з жовтуватим відтінком, які потім перетворюються у бляшки, центр яких ущільнений і опуклий, а не увігнутий як при туберкулоїдній формі. Надалі формуються бугристі вузли. Вони щільноеластичної консистенції, синюшно-коричневого кольору, розміром у лісовий горіх, з блискучою сальною поверхнею, без волосся та будь-якої чутливості. Шкіра між інфільтратами потовщена.
Висипання (лепроми), розташовуючись на обличчі, призводять до ущільнення і зморщення шкіри, сильно спотворюють хворого, надаючи вигляд «лев'ячої морди». Лепроми можуть існувати місяцями й навіть роками з наступним фіброзним перетворенням у рубцеву атрофію з пігментацією або розпадом та появою виразок. Характерним для лепри є випадіння зовнішньої третини брів. Часто першими симптомами хвороби є закладеність носа, носові кровотечі, утруднене дихання. Можлива повна непрохідність носових шляхів, ларингіт, охриплість. Перфорація носової перегородки та деформація хрящів призводить до западання носа (сідлоподібний ніс). Проникнення збудника у передню камеру ока призводить до кератиту та іридоцикліту. Може розвинутися сліпота. У чоловіків інфільтрація та склероз тканини яєчок призводить до безпліддя. Часто розвивається гінекомастія. Нерідко розвиваються неврити, які проявляються утворенням болючих вузлоподібних тяжів, появою невротичного болю та анестезії шкіри (на відміну від туберкулоїдної форми), особливо периферичних відділів кінцівок.

### Недиференційована форма
Займає проміжне положення між лепроматозною та туберкулоїдною формами прокази та може переходити одна в одну. Характеризується переважним ураженням шкіри та нервової системи. Для нього характерна переважно неврологічна симптоматика з симетричним ураженням ліктьових, великих вушних, малогомілкових нервів, які потовщені та спричинюють біль. Порушення чутливості, можливі рухові та трофічні розлади (облисіння, атрофія нігтьових пластинок тощо).

## Ускладнення
Травми і повторні вторинні інфекції призводять до деформації кисті, втрати пальців і дистальних відділів кінцівок, можуть розвиватися сліпота, амілоїдоз. Хворі, які не отримали специфічне лікування, стають інвалідами.

## Діагностика
У людини, яка побувала в ендемічних за проказою регіонах або жила там, поява хронічного ураження шкіри і периферичних нервів повинна завжди наводити на думку про ймовірність прокази. Згідно з рекомендаціями ВООЗ діагноз є правомірним за наявності:
- гіпопігментованих або червоних плям на шкіри з втратою чутливості там і негативною йодо-крохмальною пробою на виділення поту;
- ураження периферичних нервів з їхнім потовщенням та пов'язаною втратою чутливості;
- виявлення за допомогою світлового мікроскопа кислотостійких мікобактерій у матеріалі зі шкірних вогнищ, отриманих методом зішкрібу.

Лабораторні тести включають:
- гістологічні дослідження біоптатів шкіри, взятих з периферійних ділянок ураження, особливо цінними для діагностики є ознаки патоморфологічних уражень периферичних нервів, мазків з носа. Використовують при цьому фарбування за Файт.
- серологічні дослідження можуть використовуватися для виявлення фенольного гліколіпіду-1 (специфічного для Mycobacterium lepreae) та ліпоарабіноманнану (загального для усіх мікобактерій).
- молекулярні зонди виявляють 40-50 % випадків, пропущених попередніми гістологічними тестами. Оскільки зонди вимагають мінімального обсягу генетичного матеріалу (тобто 104 копій ДНК), вони можуть виявити нездатність виявити пауцібацилярну проказу.
- полімеразну ланцюгову реакцію (ПЛР).
- тест на інгібування міграції лімфоцитів — негативний у пацієнтів з лепроматозною проказою, але позитивний у тих, у кого є туберкулоїдна проказа.
- лепроміновий шкірний тест — цей тест оцінює здатність пацієнта створювати гранулематозну відповідь на шкірну ін'єкцію вбитих Mycobacterium lepreae. Пацієнти з туберкулоїдною або пограничною проказою, як правило, мають позитивну відповідь (реакцію почервоніння > 5 мм). Пацієнти з лепроматозною проказою, як правило, не демонструють позитивну реакцію.

## Лікування

### Загальні заходи
Лікування прокази потребує участі багатьох спеціалістів. Окрім етіотропної терапії можуть знадобитися консультації ортопеда, офтальмолога, невропатолога, фізіотерапевта. Хворі з активними тяжкими проявами хвороби підлягають госпіталізації у лепрозорії, де їм створюють умови, наближені до домашніх, та призначають відповідне лікування. За відсутності агресивного перебігу лікування проводять амбулаторно.

### Етіотропна терапія
У відповідь на збільшення частоти резистентності до дапсону, в 1981 р. ВООЗ запровадила режим лікування багатьма препаратами, що включає рифампіцин, дапсон і клофазимін.
- для випадків туберкулоїдної форми рекомендується етіотропне лікування щоденно дапсоном 0,1 г (або офлоксацином 0,4 г чи міноцикліном 0,1 г) і щомісячно рифампіцином 0,6 г протягом 6-ти місяців;
- для випадків лепроматозної форми рекомендується лікування щоденно дапсоном і клофазиміном 0,05 г разом з щомісяця рифампіцином і клофазиміном 0,3 г протягом 12-ти місяців.

Мультипрепаратна терапія залишається високоефективною, і хворі після першої щомісячної дози більше не є заразними. Таке лікування безпечне і просте у використанні в польових умовах завдяки його пакуванню у календарні блістерні упаковки. Випадки рецидиву є рідкими, не виявлено жодного випадку резистентності до комбінованих ліків. Останнім часом виявлена протилепрозна активність азитроміцину та кларитроміцину. ВООЗ рекомендує використовувати довготривалі схеми лікування, коли це можливо, оскільки вони були визнані більш ефективними. Бактеріальне навантаження рідко є зручним методом оцінки реакції на лікування. Але підтвердження поганої відповіді або медикаментозної стійкості слід підозрювати, якщо після декількох місяців лікування у зішкрібах або біоптатах присутні неушкоджені організми. Після завершення лікування пацієнта слід контролювати протягом наступних 5-10 років для виявлення можливих ознак рецидиву. На сьогодні показник рецидиву після завершення мультипрепаратної терапії складає 1 % для обох видів прокази. У пацієнтів, які були успішно проліковані, іноді поглиблюється нейропатія. Якщо зразки біопсії шкіри не містять бактерій, нейропатія вважається вже неспецифічною, яка може під дією неспецифічної терапії зменшитися.

### Інші методи лікування
Як патогенетичні засоби можливе застосування глюкокортикостероїдів. Преднізолон, як вважають, мінімізує біль і запалення. Рекомендована початкова доза 0,04 г на добу. Застосовують хірургічні методи для пластики обличчя, кінцівок, для запобігання подальшому погіршенню, для підвищення рухової функції кінцівок та, в деяких випадках, для покращення чутливості.

## Профілактика
У багатьох країнах вже визнана недоцільність ізоляції всіх хворих до лепрозоріїв, лікування більшості здійснюється амбулаторно. При цьому регулярно обстежуються члени сім'ї хворого на проказу. Інформаційні кампанії з приводу прокази в районах підвищеної небезпеки поширення її є важливими для того, щоб спонукати хворих та їхні сім'ї для дозволу на обстеження та отримання лікування.
Відносно необхідності проведення хіміопрофілактики контактним особам дані суперечливі. Іноді рекомендується застосування малих доз дапсона. Але частіше вважають, що щорічне обстеження контактних осіб та виявлення хвороби на ранніх стадіях ефективніше хіміопрофілактики, враховуючи побічні дії антибактерійних препаратів. Рання діагностика та лікування багатопрепаратною терапією є найефективнішим способом запобігання інвалідизації, а також подальшій передачі хвороби. Випробовуються вакцини, сформовані з живих штамів БЦЖ (вакцинного варіанту туберкульозної палички) і вбитих мікобактерій лепри.

## Померли від прокази
- Уззія — легендарний цар Юдеї.
- Фруела II — король Астурії у 910—924 роках, Леона, Астурії та Галісії у 924—925 роках. Прозваний Прокаженим.
- Балдуїн IV — король Єрусалиму у 1174—1185 роках.
- Афонсу II — король Португалії.
- Рауль II де Вермандуа (на прізвисько Молодший і Прокажений) — граф Вермандуа і Валуа у 1160—1167 роках.
- Жан Бодель — французький поет у Середньовіччя.
- Людовик XI Розсудливий — король Франції протягом 1461—1483 років.
- Генріх XIV — герцог Нижньої Баварії протягом 1310—1339 років.
- Гатльґрімур П'єтурссон — один з найвідоміших поетів Ісландії.
- Гонсало Хіменес де Кесада — конкістадор XVI століття.
- Сайто Йосітацу — самурайський полководець XVI століття.
- Алейжадінью — бразильський скульптор XVIII століття.
- Дам'ян де Вестер — святий Римо-Католицької Церкви, прозваний «отець Даміан прокажених», «Апостол прокажених».

Можливо померли від цієї хвороби:
- Магнус II — король Норвегії 1066—1069 років.
- Людовик IV Заморський — король Франції 936—954 років.